# تیوسیانات پتاسیم
تیوسیانات پتاسیم (به انگلیسی: Potassium thiocyanate) با فرمول شیمیایی KSCN یک ترکیب شیمیایی با شناسه پاب‌کم ۱۰۹۳۱۳۷۲ است. که جرم مولی آن 97.181 g mol−۱ می‌باشد. شکل ظاهری این ترکیب، کریستال‌های بی‌رنگ آب شونده است. در محیط های اسیدی و یا حرارت تجزیه شده و موادی بسیار سمی تولید می کند.